# Campoplex angustioranae
Campoplex angustioranae là một loài tò vò trong họ Ichneumonidae.